# VG Chartz
VG Chartz é um website de monitoramento de vendas de jogos eletrônicos que fornecem tabelas semanais de vendas de softwares e hardwares de console por região. O site foi lançado por Brett Walton. O VG Chartz foi classificado entre os 5.000 melhores websites dos Estados Unidos e apresenta mais de 3 milhões de páginas de impressão por mês. O site tem defendido a credibilidade e fiabilidade de seus dados de venda geralmente comparando as suas estatísticas com aquelas publicadas pelo NPD Group, apesar de às vezes os números serem alterados após o lançamento dos números do NPD.
O VG Chartz fornece ferramentas para a análise e listagem de dados. Análises regulares por escrito dos dados referenciando notícias mais importantes na indústria de jogos eletrônicos também é fornecida. Organizações de notícias como BBC, Forbes, Fortune, The New York Post, Yahoo e The New York Times têm usado o VG Chartz como referência para dados de vendas em suas publicações.

## História
O site VGChartz foi criado em junho de 2005, quando Brett Walton criou uma área no site everythingandnothing.org.uk e chamou de "tabela de vendas de vídeo games" que coletava dados de vendas de jogos acessíveis ao público em um lugar para que os usuários visualizassem.  Em julho de 2006, Brett lançou o VGCharts.org, uma versão independente do sub-site everythingandnothing.  Em março de 2007, Brett comprou o domínio VGChartz.com e rebatizou o local como VGChartz. Com este relançamento, o site começou a coletar dados disponíveis ao público para a realização de pesquisas originais sobre o mercado de consoles e jogos, e assim o VGChartz começou a produzir os seus próprios gráficos semanais.